# Henricosborniidae
A Henricosborniidae az emlősök (Mammalia) osztályának a Notoungulata rendjébe, ezen belül a Notioprogonia alrendjébe tartozó család.

## Tudnivalók
A Henricosborniidae-fajok Dél-Amerika területén éltek a paleocén és eocén korok határán.

## Rendszerezés
A családba az alábbi 4 nem tartozik:
- †Henricosbornia
- †Othnielmarshia
- †Peripantostylops
- †Simpsonotus

### Fordítás
Ez a szócikk részben vagy egészben  a   Henricosborniidae című angol Wikipédia-szócikk fordításán alapul.  Az eredeti cikk szerkesztőit annak laptörténete sorolja fel. Ez a jelzés csupán a megfogalmazás eredetét és a szerzői jogokat jelzi, nem szolgál a cikkben szereplő információk forrásmegjelöléseként.